# Hear the Beatles Tell All
Hear the Beatles Tell All (subtitulado Live in Person Interviews Recorded During Their Latest-American Tour) fue un álbum publicado en Estados Unidos por Vee-Jay Records en noviembre de 1964. El disco contenía una entrevista con todos los cuatro miembros de los Beatles, conducida por Dave Hull, más una entrevista a John Lennon conducida por Jim Steck. Se convirtió en el único álbum en el cual Capitol Records no pudo disputarle los derechos de edición a Vee Jay Records.
Fue originalmente publicado como una edición promocional durante la gira que los Beatles dieron por Estados Unidos entre agosto y septiembre de 1964. Después, fue editado de forma oficial en noviembre de aquel año. La primera edición carecía del prefijo PRO acompañando al número de catálogo del disco, cosa que sí ocurriría con la segunda edición del álbum.
Se volvería a editar, esta vez en estéreo, en Estados Unidos el 12 de diciembre de 1979. En el Reino Unido estaría disponible como álbum de importación hasta su edición oficial el 20 de febrero de 1981.

## Origen
Las entrevistas hechas a los Beatles durante su gira americana de 1964 fueron hechas por Jim Steck, un reportero de la emisora de radio angelina KRLA, y Dave Hull, un dj de la misma emisora de radio que el anterior. Después de que algunas partes de las entrevistas fueran emitidas por la KRLA, Vee-Jay decidió alcanzar un acuerdo con los responsables de las mismas para editarlas en un álbum. Para que el disco fuera cohesivo, Vee-jay contrató los servicios de Lou Adler, cofundador de Dunhill Records y jefe productor de grabación en esa discográfica entre 1964 y 1967. Lou Adler decidió aplicar gritos y diversos ruidos de público en directo a las grabaciones, así como diversa percusión de Hal Blaine, un exitoso baterista de sesión en los estudios de grabación americanos, para ambientar de esta manera el disco. Finalmente, Hear the Beatles Tell All se publicaría comercialmente en noviembre de 1964.

## Contenido

### Cara 1
Entrevista de Jim Steck a John Lennon en Los Ángeles el 24 de agosto de 1964. John habla sobre:
- el público en el Hollywood Bowl (los Beatles habían actuado allí el día anterior)
- la radio comercial
- el origen del nombre «The Beatles»[3]
- el pelo largo
- la música skiffle / la formación de la banda
- los planes futuros
- la enseñanza educativa recibida y sus fracasos académicos
- su vivienda en Liverpool

### Cara 2
Los miembros de los Beatles fueron entrevistados por Dave Hull, conocido por el grupo a partir de entonces como «el hombre que dio a conocer públicamente la dirección de nuestros domicilios». Las entrevistas fueron conducidas el 25 de agosto de 1964. Temas de los que hablaron:
- Paul: Jane Asher y su familia
- John: su esposa teniendo un bebé
- George: su madre contestando las cartas de los fanes / Pattie Boyd
- Paul: dando a conocer la dirección de los domicilios de los miembros del grupo
- John: A Hard Day's Night / Nueva casa en Surrey
- Ringo: su operación de garganta
- Paul: el caballo de carreras de su padre, llamado «Drake's Drum»
- Ringo: Maureen / Disneyland
- George: Disneyland

Cuando se le preguntó a cada uno de los miembros del grupo sobre qué parte de la película A Hard Day's Night era su favorita, todos ellos contestaron: «La escena en la que saltan y corren en campo abierto al son de ‹Can't Buy Me Love›».